# Robert Woonton
Robert Woonton (1949) è un politico, diplomatico e medico cookese, primo ministro delle Isole Cook dall'11 febbraio 2002 all'11 dicembre del 2004. È stato un membro del Partito Democratico.

## Carriera politica
Woonton venne eletto per la prima volta al parlamento delle Isole Cook alle elezioni del 1994. Nel 1999, dopo aver rivinto le elezioni, venne nominato Ministro degli Affari esterni e dei trasporti dall'allora capo del governo Joe Williams.
Nel febbraio 2001 venne rimosso dalla carica di ministro dei trasporti, ma mantenne il portafoglio per gli affari esteri. Nel luglio dello stesso anno, in seguito al licenziamento di Norman George, venne nominato Vice Primo Ministro.
All'inizio del 2005 Woonton è stato nominato Alto Commissario per la Nuova Zelanda, in sostituzione di Tom Davis. È stato licenziato nel marzo 2006. Nel 2011 è stato nominato membro del Pacific People's Advisory Panel del Consiglio di Auckland. Attualmente lavora come medico ad Auckland.

## Primo Ministro
Nel febbraio 2002, Woonton rassegnò le dimissioni dai suoi portafogli e presentò una mozione di sfiducia contro Maoatae. La mozione fallì e Woonton tornò al governo. Tre giorni dopo, Maoate si dimise dopo aver perso un secondo voto di fiducia e Woonton divenne Primo Ministro.
Nel maggio 2002, poco dopo essere entrato in carica, venne prosciolto dalle accuse di corruzione in merito alle sue affermazioni in cui approvò l'uso di denaro pubblico per far volare un parlamentare indipendente e sua moglie in Nuova Zelanda, in modo che potesse ricevere cure mediche. Nel settembre 2002 minacciò di deportare l'editore del Cook Islands Independent, dopo che quest'ultimo aveva pubblicato un articolo in cui affermava che Woonton aveva usato denaro pubblico per acquistare mobili per la sua residenza privata.
Nel novembre 2002 licenziò il ministro della Giustizia Norman George e formò una coalizione con il Cook Islands Party. Pochi mesi dopo, nel gennaio 2003, licenziò il vice primo ministro Geoffrey Henry, sostituendolo con il leader democratico Terepai Maoate. Nel novembre 2003 Maoate a sua volta si dimise dopo aver presentato una mozione di sfiducia al governo. Nello stesso mese Woonton fu ufficialmente eletto leader del Partito Democratico, in sostituzione di Maoate. Venne sostituito di nuovo da Maoate nel maggio 2004.
Nel maggio 2004 effettuò una visita di stato in Cina, durante la quale accettò 2,5 milioni di dollari in aiuti in cambio del riconoscimento di Taiwan come membro della Cina. Pochi mesi più tardi sciolse il Parlamento. Alle elezioni del 2004 il governo di Woonton mantenne la maggioranza, ma Woonton fu sconfitto. In attesa del risultato delle petizioni elettorali, Woonton annunciò una nuova coalizione con il Cook Islands Party. Successivamente fu espulso dal Partito Democratico e formò il suo partito, il Demo Party Tumu (più tardi conosciuto come Cook Islands First). Dopo l'elezione, la Corte d'appello delle Isole Cook stabilì che il gabinetto di Woonton aveva corrotto gli elettori dell'elettorato di Titikaveka nel tentativo di garantire l'elezione del ministro del governo Robert Wigmore.